# عروس و تعصب
عروس و تعصب فیلمی سینمایی محصول سال ۲۰۰۴ هندوستان است. این فیلم به کارگردانی گاریندر چادا و با هنرپیشگی آیشواریا رای ساخته شده‌است.
نام این فیلم کنایه‌ای به نام رمان معروف انگلیسی، غرور و تعصب اثر جین آستن است. این فیلم در واقع اقتباسی از کتاب غرور و تعصب اما با تغییر نام‌ها و مکان‌ها و بردن داستان به هند، انگلستان و آمریکا است.